# Iranshahr
Iranshahr este un oraș din Iran.